# 36226 Маккерас
36226 Маккерас (36226 Mackerras) — астероїд головного поясу, відкритий 31 жовтня 1999 року.
Тіссеранів параметр щодо Юпітера — 3,195.